# KOKU
KOKU（100.3 FM，“Hit Radio 100”）是位于关岛阿加尼亚的一个广播电台，主要播放音乐节目。